# Euproctis aethodigmata
Euproctis aethodigmata är en fjärilsart som beskrevs av Collenette 1961. Euproctis aethodigmata ingår i släktet Euproctis och familjen tofsspinnare. Inga underarter finns listade i Catalogue of Life.